# الشريف (إب)

تعديل مصدري - تعديل

الشريف محلة تابعة لقرية جبل مشرقى، التابعة لعزلة بني محرم بمديرية إب إحدى مديريات محافظة إب في الجمهورية اليمنية.، بلغ تعداد سكانها 196 حسب تعداد اليمن لعام 2004.